# ロマンス (2002年のテレビドラマ)
『ロマンス』は2002年5月8日から6月27日にかけて韓国のMBCで放送されたテレビドラマである。全16話。監督はイ・デヨン。
儒教精神の強い韓国ではタブーとされる教師と生徒の恋愛を、明るく、時に切なく描く。主演女優のキム・ハヌルは生徒や同僚からも好かれる人気の新米高校教師を演じ、主演男優のキム・ジェウォンはどんな状況でも明るく笑顔をふりまき、アルバイトをして一家を支える男子高校生役を演じた。

## キャスト
- キム・チェウォン（キム・ハヌル）

高校の国語教師。
- チェ・グァヌ（キム・ジェウォン）

チェウォンの生徒。
- イ・ウンソク（チョン・ソンファン）

チェウォンを好いている。
- チェ・ユニ（キム・ユミ）

グァヌの姉。
- チェ・チャンビ（ムン・ジユン）

グァヌの弟。不良。
- チェ・コンミョン（イ・ビョンジュン）

グァヌの弟。
- ユン・ジス（ハン・ヘジン）

クラス委員長。
- ソ・ミンジュ（アン・ヨノン）

チェウォンの同居人で、友人。
なお、グァヌ、チャンビ、コンミョンとは、韓国語で関羽、張飛、孔明と言う意味がある。